# Loligo surinamensis
Loligo surinamensis är en bläckfiskart som beskrevs av Voss 1974. Loligo surinamensis ingår i släktet Loligo och familjen kalmarer. Inga underarter finns listade i Catalogue of Life.